# Crespin, Nord

Crespin este o comună în departamentul Nord, Franța. În 1 ianuarie 2022 avea o populație de 4.541 de locuitori.